# FC Corvinul Hunedoara
El Fotbal Club Corvinul Hunedoara fou un club de futbol romanès de la ciutat de Hunedoara.

## Història
El club va ser fundat l'any 1921. Evolució del nom:
- 1921-1943: Corvinul Hunedoara
- 1943-1948: Uzinele de Fier Hunedoara
- 1948-1950: I.M.S Hunedoara
- 1950-1956: Metalul Hunedoara
- 1956-1958: Energia Hunedoara
- 1958-1962: Corvinul Hunedoara
- 1962-1964: Siderurgistul Hunedoara
- 1964-1970: Metalul Hunedoara
- 1970-2004: Corvinul Hunedoara

Va participar 17 temporades a la primera divisió entre 1960-1961, 1976-1979 i 1980-1992, destacant una tercera posició la temporada 1981-82.
El club va desaparèixer el 2005, naixent posteriorment nous clubs: SC Corvinul 2005 Hunedoara i FC Hunedoara.

## Palmarès
- Segona divisió romanesa de futbol: 
  - 1953, 1959-60, 1975-76, 1979-80

- Tercera divisió romanesa de futbol: 
  - 1966-67, 2001-02